# مارتن ونايت (مجدف)
مارتن ونايت (بالإنجليزية: Martin Knight)‏ هو مجدف بريطاني، ولد في 17 أكتوبر 1957.

## وصلات خارجية
- مارتن ونايت على موقع الاتحاد الدولي للتجديف (الإنجليزية)
- مارتن ونايت على موقع أوليمبيديا (الإنجليزية)